# Lepadella pontica
Lepadella pontica is een raderdierensoort uit de familie Lepadellidae. De wetenschappelijke naam van de soort werd in 1957 gepubliceerd door Althaus.